# Sarcochilus
Sarcochilus é um género botânico pertencente à família das orquídeas (Orchidaceae).